# 豊後大野市立緒方小学校
豊後大野市立緒方小学校（ぶんごおおのしりつ おがたしょうがっこう）は、大分県豊後大野市にある公立小学校。

## 沿革
- 2005年（平成17年）3月31日 - 大野郡緒方町の町村合併・市制施行に伴い、豊後大野市立緒方小学校に改称。

## 通学区域
- 豊後大野市緒方町
  - 軸丸、上自在、下自在、志賀、馬場、井上、野尻、越生、夏足、原尻、久土知、鮒川、知田、大化、天神、馬背畑、平石、大化字上犬塚

卒業生は基本的に豊後大野市立緒方中学校へ進学する。

## 周辺
小学校は緒方市街と隣接しているが、緒方自体が山間部の静かな町のため、落ち着いた環境にある。
- 豊後大野市緒方支所（旧・緒方町役場）
- 緒方郵便局
- 緒方川

かつては大分県立緒方工業高等学校が付近にあった（2008年3月をもって閉校）。

## アクセス
- JR九州豊肥本線 緒方駅から西へ400m